# Galina Klinkova
Galina Yúrievna Klinkova (del ruso: Галина Юрьевна Клинкова) (n. 1950 ) es una botánica y exploradora rusa y autora de numerosos artículos
En IPNI existe un registro de 7 especies identificadas y nombradas por la autora.

## Algunas publicaciones
- g.y. Klinkova. 2005. Обзор папоротников и хвощей Нижнего Поволжья (Revisión de los helechos y colas de caballo región del Bajo Volga). 189. pp. 104-129

- La abreviatura «Klinkova» se emplea para indicar a Galina Klinkova como autoridad en la descripción y clasificación científica de los vegetales.[2]